# McLaren M30
McLaren M30 je McLarnov dirkalnik Formule 1, ki je bil v uporabi v sezoni 1980. Bil je izdelan le v enem primerku, z njim pa je na zadnjih štirih dirkah sezone nastopil Alain Prost. Dirkalnik naj bi še bolje izkoristil ustvarjanje in izkoriščanje podtlaka pod dirkalnikom, glede česar je bil njegov predhodnik McLaren 29 že zastarel. Prost je z njim osvojil edino točko na dirki za Veliko nagrado Nizozemske s šestim mestom, na dirki za Veliko nagrado Italije je bil sedmi, na dirki za Veliko nagrado Kanade je odstopil na dirki, na dirki za Veliko nagrado vzhodnih ZDA pa je na prostem treningu raztreščil dirkalnik, ki ga niso nato nikoli obnovili. To je bil zadnji nov dirkalnik preden je vodstvo moštva prevzel Ron Denis.